# Robb T. Brumfield
Robb Thomas Brumfield (* 1967), häufig Robb T. Brumfield, ist ein US-amerikanischer Biologe und Ornithologe. Sein Forschungsschwerpunkt ist die neotropische Avifauna.

## Leben
1990 erwarb Brumfield den Bachelor of Science in Zoologie an der Louisiana State University in Baton Rouge. 1993 graduierte er mit der Arbeit Avian biodiversity in northwestern South America: elucidating the origin of the Choco avifauna zum Master of Science an der Illinois State University. Nach einem sechsjährigen Doktoratsstudium von 1993 bis 1999 an der University of Maryland, College Park, wurde er unter der Leitung von Michael James Braun mit der Dissertation Evolution of Brilliant Male Plumage Traits in Manacus: Hybrid Zones, Molecular Systematics, and Riverine Barries zum Ph.D. in Zoologie promoviert. Von 2000 bis 2002 absolvierte er mit einem Forschungsstipendium der National Science Foundation seine Post-Doc-Phase als wissenschaftlicher Mitarbeiter des Evolutionsbiologen Scott V. Edwards an der Abteilung für Zoologie der University of Washington in Seattle. Von 2003 bis 2008 sowie von 2009 bis 2012 war er Kurator für genetische Ressourcen am Museum of Natural Science der Louisiana State University und Assistenzprofessor an der Abteilung für Biowissenschaften der Louisiana State University. Von August 2012 bis August 2013 war er Programmdirektor und Gruppenleiter in Systematik und Biodiversitätsforschung an der Abteilung für Umweltbiologie im  Visiting Scientist, Engineer, and Educator Program (VSEE) der National Science Foundation. Seit August 2013 ist er Direktor des Museum of Natural Science der Louisiana State University sowie Professor für Biowissenschaften an der Louisiana State University.
1998 war Brumfield neben James V. Remsen Erstbeschreiber der Unterarten Cinnycerthia fulva fitzpatricki und Cinnycerthia fulva gravesi des Sepiazaunkönigs. 2004 beschrieb er mit Bret M. Whitney und David C. Oren den Divisorameisenwürger (Thamnophilus divisorius). 2006 stellte er mit Morton L. Isler die Gattung Epinecrophylla, 2012 in Zusammenarbeit mit Robert Terry Chesser und Gustavo A. Bravo die Gattung Isleria und 2013 mit Isler und Bravo die Gattung Hafferia auf. 2014 gehörte er neben F. Gary Stiles zu den Erstbeschreibern der Unterarten Myiopagis olallai coopmansi und Myiopagis olallai incognita des Vorgebirgs-Olivtyranns.
2020 wurde Brumfield zum Fellow der American Association for the Advancement of Science gewählt.